# Iosif Ivanovici
Iosif Ivanovici (còn viết là: Jovan Ivanović, Ion Ivanovici, Josef Ivanovich) (1845 – 28 tháng 9 năm 1902) là một nhà chỉ huy dàn nhạc quân đội và cũng là một nhà soạn nhạc người România gốc Serbia. Ông nổi tiếng với tác phẩm valse Sóng sông Danube.
Ivanovici sinh ở Timişoara, Vương triều Habsburg. Niềm ham thích âm nhạc có từ khi ông học chơi một cây sáo khi còn là một đứa trẻ . Sau này, trong thời gian ở trung đoàn thứ 6, Ivanovici cũng học chơi clarinet. Tài năng âm nhạc của ông đã đưa ông trở thành một trong những nhạc sĩ tài năng nhất của trung đoàn. Ông tiếp tục theo đuổi sự nghiệp âm nhạc khi theo học Emil Lehr, một nhạc sĩ tài năng ở nửa cuối thế kỉ 19. Ivanovici sau này còn là một nhạc trưởng và đi trình diễn khắp đất nước Romania. Năm 1900 ông được bổ nhiệm làm Thanh tra Âm nhạc Quân đội và nắm giữ chức vụ này cho đến khi qua đời .
Mặc dù ngày nay Ivanovici được biết tới chủ yếu nhờ bản nhạc valse Sóng sông Danube nhưng trong sự nghiệp của mình ông đã sáng tác trên 350 bản nhạc nhảy. Tác phẩm của ông được xuất bản tại hơn 60 nhà xuất bản trên toàn thế giới . Năm 1889, Ivanovici giành được giải thưởng sáng tác hành khúc danh giá ở Hội chợ thế giới ở Paris, trước 116 tác phẩm dự thi. Ông mất tại Bucharest.
Chắt của ông, Andrei Ivanovitch, là một nghệ sĩ piano cổ điển thành công trên bình diện quốc tế.

## Danh mục tác phẩm
- Souvenir Moskau (Souvenir from Moscow) Waltz
- Erzherzog Carl Ludwig March, Op. 129
- La Serenade
- The Daughter of the Boatman, or Schiffers Tochterlein (La Fille du Marin)
- Seufzer Waltz (Sigh Waltz)
- Sinaia Waltz
- Szerenade Zigeuneren (Gypsy Serenade)
- Carmen Sylva Waltz from 1892
- Mariana Polka
- Romania's Heart Waltz, Op. 51
- Incognito Waltz
- Abschied von Focsani March (Farewell to Focsani March)
- Vision de l'Orient Waltz (Vision of the East), Op. 147
- Meteor Waltz
- Im Mondenglanz Waltz (Moonglow Waltz), Op. 122
- Magic of the Mountains Waltz
- Liebes Klange Polka (Love of Music Polka)
- Storm Galopp
- Wild Flowers Waltz
- Abendtraume Polka-Mazurka (Evening Dream Polka-Mazurka)
- Agatha Waltz
- Der Liebesbote Waltz (Messenger of Love Waltz), Op. 136
- Easy, like a Dream, also known as Legere, comme un reve in French and Leicht, wie der Traum in German
- Poker Polka, Op. 123
- Am Hofe der Czarin Waltz (In the Courts of the Princess Waltz), Op. 124
- Die Ballkönigin Waltz (King of the Ball Waltz), Op. 127
- Goldene Stunden Waltz (Golden Hours Waltz), Op. 128 from 1893
- Céline Polka-Mazurka, Op. 130
- Natalia Waltz, Op. 134
- Beim Pfanderspiel Polka, Op. 137
- Bluthenzauber Waltz, Op. 149
- Lieb' um Liebe Waltz (Love for Love Waltz), Op. 155
- Alina Waltz
- Amalia Waltz
- Life in Cyprus
- Souvenir de Brăila Quadrille
- Aurel Waltz
- Cleopatra Waltz
- Elena Polka-Mazurka
- Farmecul Pelesului
- Fata pescarului
- Frumoasa romanca Waltz
- Frumosii ochi albastri Song
- Hora micilor dorobanti
- Herzliebchen Waltz
- Kalinderu March
- La balul curtii Mazurka
- Luceafarul Waltz
- Military March
- Marsul Carol
- L'Odalisque Polka-Mazurka
- Pe Dunare Mazurka
- Placerea balului Mazurka
- Porumbeii albi
- Die Konigin des Morgens or The Queen of the Morning
- Rosina Polka from 1902
- Sarba motilor
- Suvenire Quadrille
- Maus Polka or Mouse Polka
- Tatiana Waltz
- Roses from the Orient Waltz
- Viata la Bucuresti Waltz
- Visuri de aur Waltz
- Zana Dunarii
- Anniversary Waltz
- Bavarian Ländler
- Kaiserreise or Voyage Imperial March
- La Bella Roumaine Waltz from 1901